# Luca Paletti
Luca Paletti, né le 5 juin 2004 à Nonantola, est un coureur cycliste italien.

## Biographie
Luca Paletti grandit au contact du monde du vélo. Son grand-père Luciano est un ancien coureur cycliste, tout comme son père Michele, qui a évolué au niveau professionnel dans les années 1990,. 
Il passe professionnel dès 2023 au sein de la formation Bardiani CSF Faizanè, qui l'engage pour deux ans. Comme d'autres jeunes de l'équipe, il bénéficie d'un programme aménagé qui est principalement composé de courses espoirs (moins de 23 ans). Ses nouveaux dirigeants le présentent comme un bon grimpeur.

## Palmarès sur route
- 2021
  - 2e du Giro della Castellania
- 2022
  - Trofeo Cantine Moser
  - Coppa Valsenio

## Palmarès en cyclo-cross
- 2020-2021
  - 2e du championnat d'Italie de cyclo-cross juniors
- 2021-2022
  -  Médaillé de bronze du championnat d'Europe de cyclo-cross juniors